# Protea lorea
Protea lorea är en tvåhjärtbladig växtart som beskrevs av Robert Brown. Protea lorea ingår i släktet Protea och familjen Proteaceae. Inga underarter finns listade i Catalogue of Life.